# Hosszúfarkú pirók
A hosszúfarkú pirók (Carpodacus sibiricus) a madarak osztályának verébalakúak (Passeriformes) rendjébe és a pintyfélék (Fringillidae) családjába tartozó  faj.

## Rendszerezése
A fajt Peter Simon Pallas német zoológus írta le 1773-ban, a Loxia nembe Loxia sibirica néven. A fajt sokáig az Uragus nem egyetlen fajaként tartották nyilván Uragus sibiricus-ként. A pintyfélék egész családját érintő 2013-as molekuláris biológiai vizsgálatok eredményeként beolvasztották a fajt a Carpodacus pirókok közé.

## Alfajai
- Carpodacus sibiricus sibiricus (Pallas, 1773)  - Szibéria délnyugati része, északkelet-Kazahsztán, Mongólia és közép-Kína északi része
- Carpodacus sibiricus ussuriensis (Buturlin, 1915) - kelet-Szibéria és északkelet-Kína
- Carpodacus sibiricus sanguinolentus(Temminck & Schlegel, 1848) 	  - Szahalin szigete, a Kuril-szigetek és Japán északi része
- Carpodacus sibiricus lepidus (David & Oustalet, 1877) - Tibet északkeleti része és közép-Kína északi és középső része
- Carpodacus sibiricus henrici (Oustalet, 1892) - Tibet keleti része és közép-Kína déli része

## Előfordulása
Dél-Korea, Észak-Korea, Japán, Kazahsztán, Kína, Kirgizisztán és Oroszország  területén honos. Természetes élőhelyei a mérsékelt övi erdők, füves puszták és cserjések. Vonuló faj.

## Megjelenése
Testhossza 18 centiméter, testtömege 16-26 gramm. A hím általában rózsapiros színű, homlokán élénk rózsaszínű sávot visel, a háta sötétebb. Farcsíkja élénk kárminpiros. Feje és torka fehéres, szép selyemfénnyel, különösen a vedlés után, amikor a madár általában világosabbnak látszik, mert az új tollakon meglehetős széles fehér szegélyek vannak. Minden egyes toll töve sötétszürke, majd halvány kárminpirossá válik, s végén világosabb szegélyt kap. Az apró szárnyfedők és a válltollak külső zászlója és vége fehér vagy legalábbis fehéren szegett. A három-három szélső kormánytoll fehér, csak száruk sötét, meg a belső zászlónak a főrésze; ez a sötét rész a befelé eső farktollakon mindig nagyobb és nagyobb. A középső farktollakon már csak fehér szegély van. Szeme barna, csőre szaru barnás, lába barna. A tojó világos olajbarnás vagy szürkészöld.
|  |  |

## Szaporodása
|  |

## Természetvédelmi helyzete
Az elterjedési területe rendkívül nagy, egyedszáma pedig stabil. A Természetvédelmi Világszövetség Vörös listáján nem fenyegetett fajként szerepel.